# Палло (Україна)
Па́лло (угор. Palló, словац. Palov) — село в Ужгородському районі Закарпатської області. Колишня назва — Павлово. Відстань до райцентру становить близько 11 км і проходить автошляхом Т 0702. 
У селі розташований пункт пропуску Павлове на кордоні із Словаччиною. Із словацького боку знаходиться пункт пропуску «Матьовце», район Михайлівці, Кошицький край, на автошляху місцевого значення у напрямку Вельких Капушан. До 1945 року існувала дорога 552 в словацьке село Матьовське Войковце, зараз її закрито колючим дротом радянських часів.

## Історія
На околицях Палло знайдено шліфовану кам’яну сокиру в урочищі Лука Хаза (Luka Háza) – поселення ІІІ – IV і VIII – IX століть. Досліджувалося експедицією ІА АН УРСР в 1974 році. Відкрито житла і господарські споруди провінційно-римської і давньослов’янської культури.
Є поселенням епохи правління династії Арпад, що правила Угорським королівством з 1000 по 1301 роки. Вперше поселення згадується в літописах ще у 1311 році. Першими відомими власниками поселення були Амади з роду Аба (угор. Aba). Пізніше, з початку 14 століття, воно було власністю родини Другетів. В документі 1427 року село згадується як Палло. Приблизно на той час село складалося з 27 кріпаків. У 16 столітті село спочатку потрапило у володіння Мезеші (Mezessy), а потім до родини Баторі шляхом шлюбу. Село було спустошено та знищено чумою, а потім війнами.  1567 року татари спалили декілька хат на території села. 1646 року війська Текелі, а потім 1685 року армія імперського генерала Шульца пограбували регіон. У 1720 році село складалося з 4 дворянських та 8 кріпосних дворів. У 18 столітті серед його власників була родина Палочі Горватів. 1828 року поселення вже складалося з 61 будинку, а населення становило 514 осіб.
1910 року в с. Палло проживало 483 жителі, переважна кількість яких складати угорці. З початком Другої світової війни число населення села зросло до 569. Після закінчення війни, восени 1944 року, радянці забрали із села 22 чоловіка, 16 з яких було вбито. Пам'ятник жертвам Другої світової війни та сталінізму стоїть на цвинтарі села.
До Тріанонського договору (підписано 4 червня 1920 року) село належало до району Надькапоші (Nagykaposi járás) округу Унг (Ung vármegye). Далі до 2020 року належало Галоцькій сільській раді. Сьогодні входить до Галоцької сільської ради Сюртівської об'єднаної територіальної громади.
На території села також знаходяться пам'ятки архітектури:

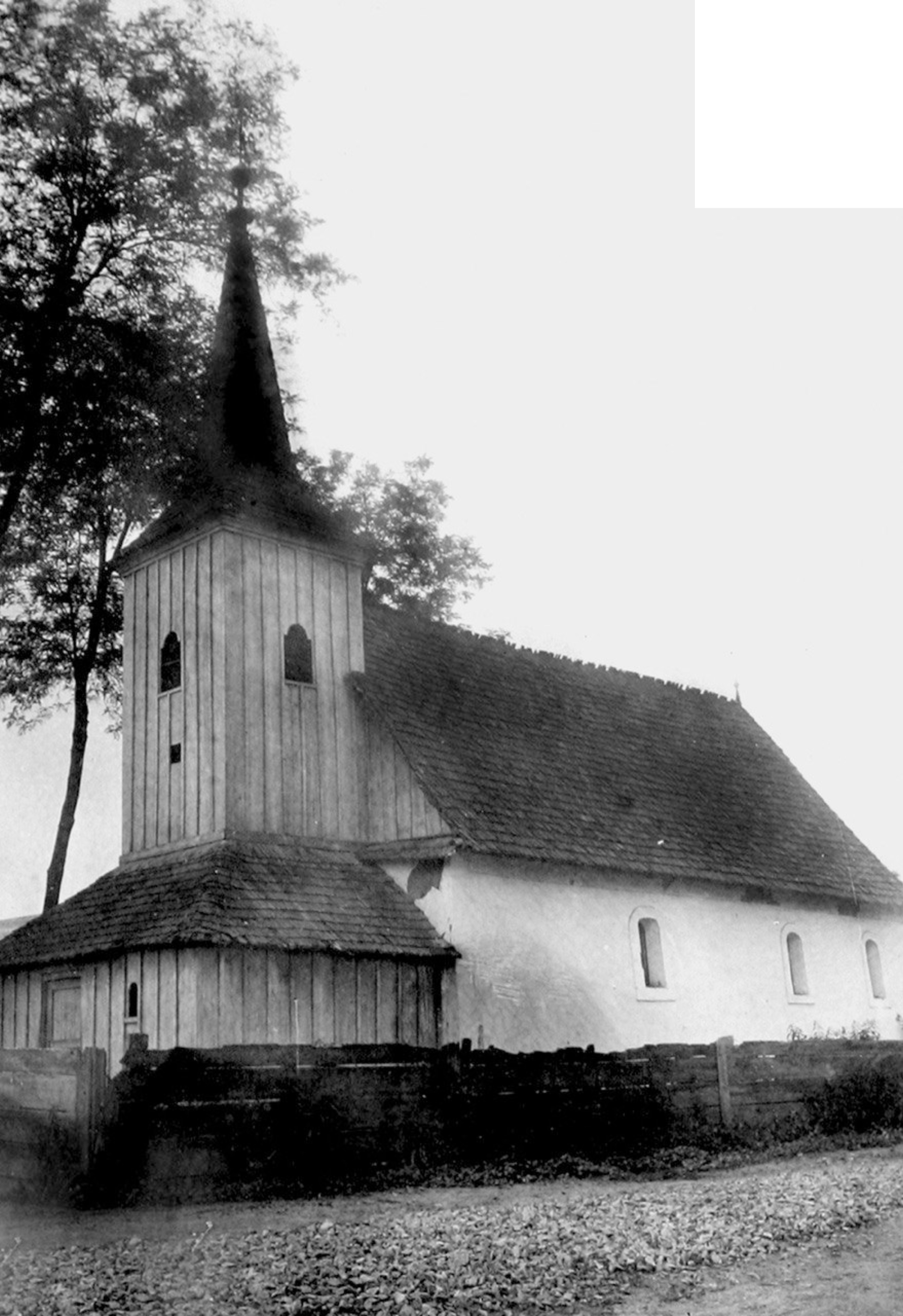
Зображена на світлині реформатська церква у Палло була сфотографована в кінці 1920-х або на початку 1930-х років.

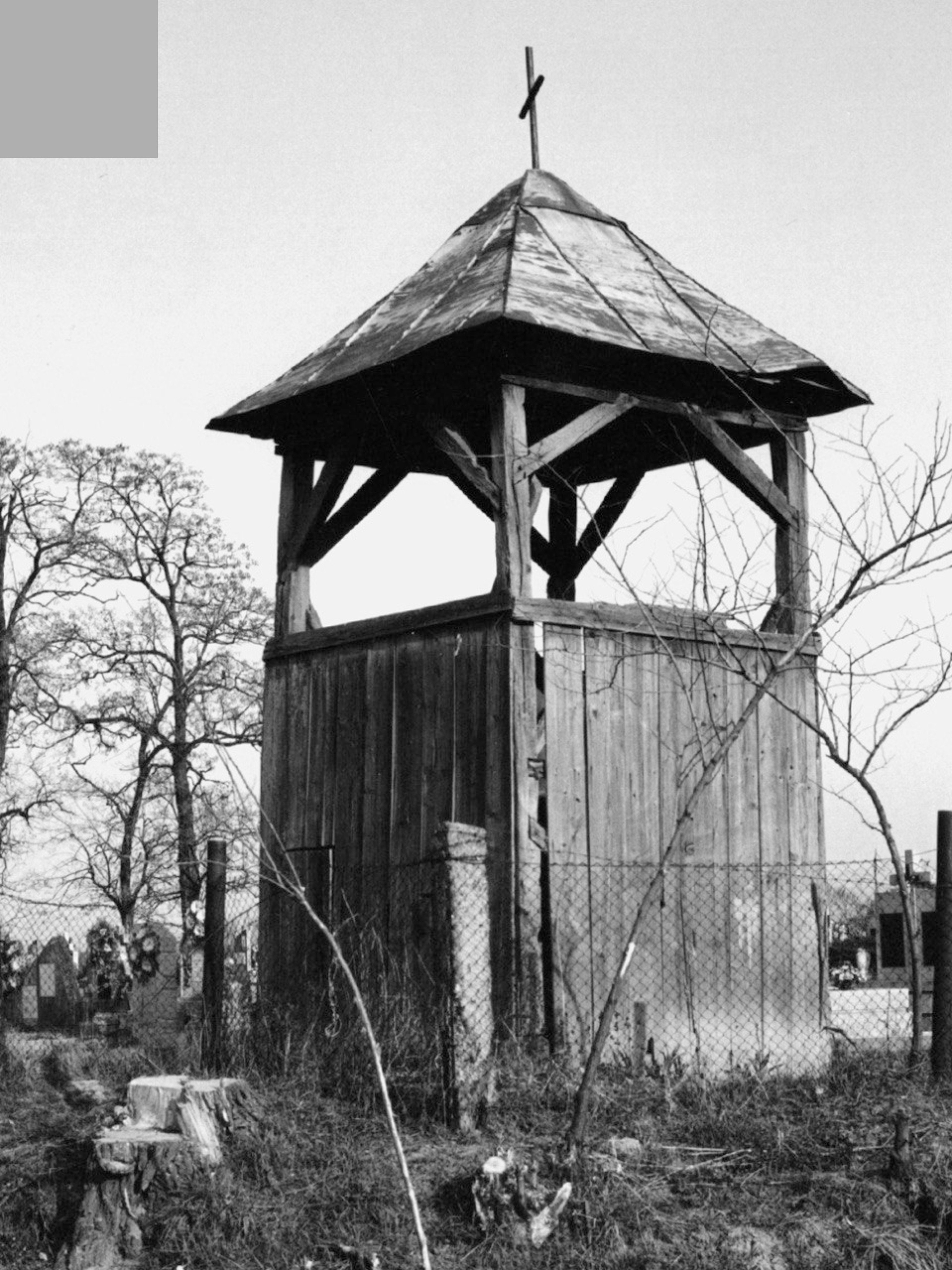
Одна з останніх дерев'яних дзвіниць Ужгородщини у селі Палло

1) Протестантська церква у романському стилі, яку було зруйновано і збудовано заново у 1932 році вже нову, муровану реформатську церкву, хоча протестантську громаду було створено ще у 1786 році. Перший варіант церкви був мурованим можливо із саману під двосхилим ґонтовим дахом, а впритул до західного фасаду- двоярусну каркасну дерев'яну дзвіницю, крізь яку входили до храму. Зрештою церкву 1932 року було реставровано у 2019 році.
2) Католицька церква св. Петра і Павла 2004 року будівництва (до 1945 року жителі села відвідували парохіальну греко-католицьку церкву в Матьовске Войковце, а в селі була лише каркасна дерев'яна дзвіниця з одним дзвоном, яку з приходом радянської влади прийшлося перенести на цвинтар. Та 1996 р. греко-католицька громада та місцеві римо-католики вирішили спорудити церкву. Колгосп виділив для цієї мети склад, розібравши який, громада отримала матеріали на церкву. Організаторами спорудження були Бейла Онофер, Катерина Цап, Степан Баб'як та Юрій Євчак. Проєкт церкви виконав архітектор Уйгелі. 1997 року залили фундамент, а 1998 вивели стіни і вежу та вкрили споруду дахом. Через 2 роки після завершення будівництва церкви, дзвіницю було розібрано.

## Населення
Згідно з останнім переписом населення 2001 року в селі проживало 677 осіб, з них 590- угорці. У 2012 році 80% села з 300 жителями були угорцями.

## Парламентські вибори, 2019
На позачергових парламентських виборах 2019 року у селі функціонувала окрема виборча дільниця № 210612, розташована у приміщенні клубу.
Результати
- зареєстрований 321 виборець, явка 42,99%, найбільше голосів віддано за «Слугу народу» — 53,03%, за «Опозиційну платформу — За життя» — 9,85%, за Всеукраїнське об'єднання «Батьківщина» і «Опозиційний блок» — по 6,82%.[2] В одномандатному окрузі найбільше голосів отримав Йосип Борто (самовисування) — 54,74%, за Андрія Андріїва (самовисування) — 15,33%, за Роберта Горвата (самовисування) — 12,41%[3].